# Pustovitî, Mîronivka
Pustovitî (în ucraineană Пустовіти) este o comună în raionul Mîronivka, regiunea Kiev, Ucraina, formată numai din satul de reședință.

## Demografie
Componența lingvistică a comunei Pustovitî
     Ucraineană (94,56%)
     Rusă (4,67%)
Conform recensământului din 2001, majoritatea populației comunei Pustovitî era vorbitoare de ucraineană (94,56%), existând în minoritate și vorbitori de rusă (4,67%).

## Legături externe
- pl Pustowójty în Dicționarul geografic al Regatului Poloniei și al altor țări slave, volum IX (Poźajście — Ruksze) 1888

- pl Pustowójty în Dicționarul geografic al Regatului Poloniei și al altor țări slave, volum XV, p. 2 (Januszpol — Wola Justowska)1902